# Smolarnia (województwo opolskie)
Smolarnia (dodatkowa nazwa w j. niem. Pechhütte) – wieś w Polsce położona w województwie opolskim, w powiecie krapkowickim, w gminie Strzeleczki. Historycznie leży na Górnym Śląsku, na ziemi prudnickiej.
W latach 1945–1954 miejscowość należała do gminy Strzeleczki w powiecie prudnickim. W latach 1975–1998 miejscowość należała administracyjnie do ówczesnego województwa opolskiego.

## Integralne części wsi
| SIMC    | Nazwa    | Rodzaj     |
| ------- | -------- | ---------- |
| 0503592 | Serwitut | przysiółek |

## Nazwa
W gwarach prudnickich nazwa miejscowości występuje jako Smolarnia (odmiana: dzie miyszkył? w Smolarni; jadã do Smolarniy, na Smolarniã; miyndzy Prudnikã, a Smolarniył).

## Historia wsi

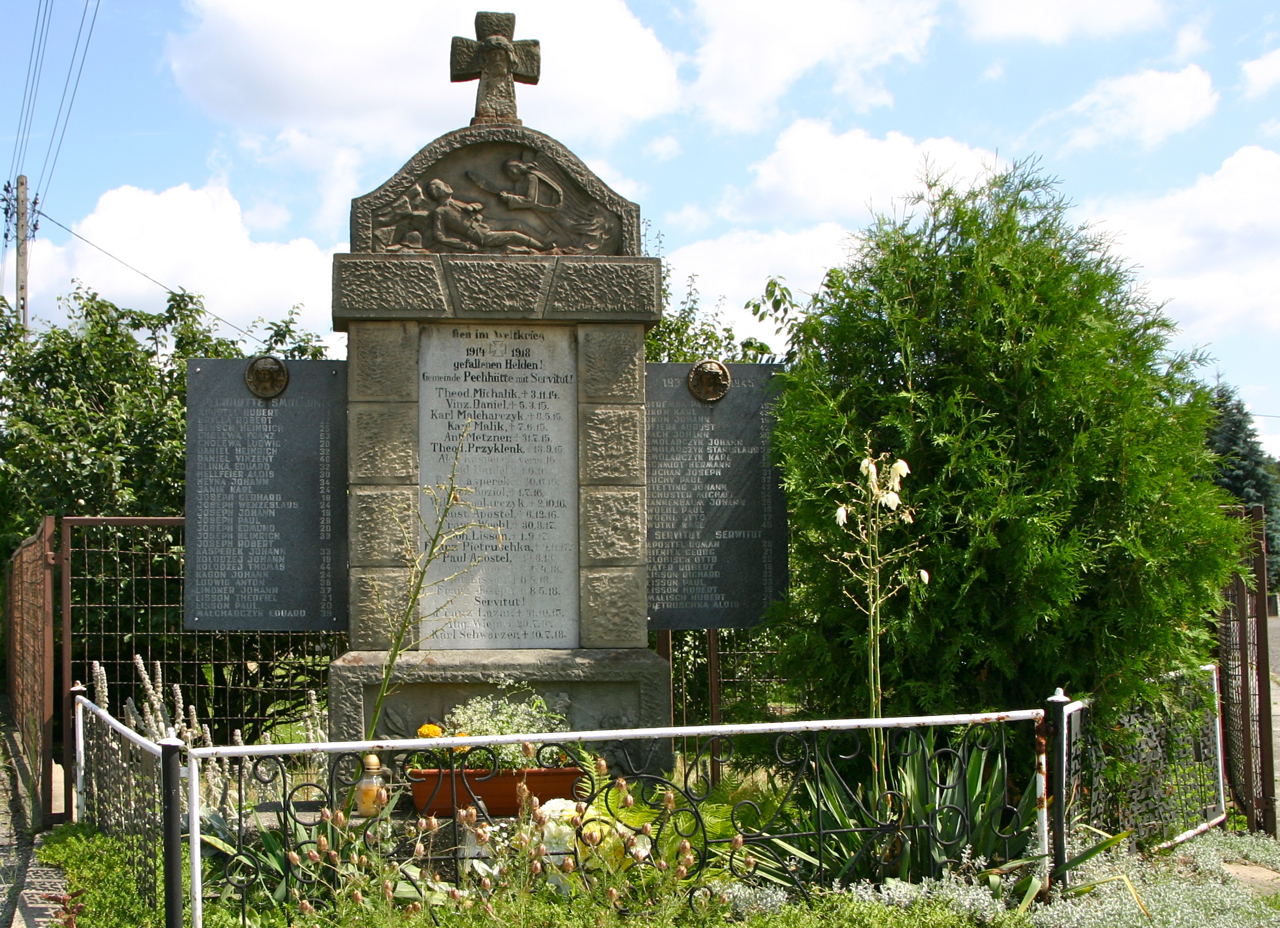
Pomnik

Miejscowość położona w południowej części Równiny Opolskiej, na skraju Borów Niemodlińskich, ok. 25 km na południowy wschód od Opola. Smolarnia pod względem powierzchni zajmuje trzecie miejsce w gminie (za Strzeleczkami i Dobrą). Aż 90% jej powierzchni to lasy, pozostałe 10% to tereny zamieszkane, ugory lub łąki. 20,3% domostw posiada dostęp do Internetu.
Nazwa kulturowa Smolarnia została odnotowana dopiero w XIX wieku. Należy przyjąć, że początki tej osady zamieszkanej przez robotników leśnych sięgają XVIII wieku. W II poł. XIX w. pojawiła się też niemiecka nazwa Pechhütte, co w dosłownym tłumaczeniu oznacza: pech – smoła, hütte – huta, czyli zakład pozyskiwania smoły. Nazwa miejscowości wywodzi się, więc od pozyskiwania smoły z drzew iglastych położonego nieopodal wielkiego kompleksu leśnego. W Smolarni, podobnie jak w sąsiednich miejscowościach niektóre tereny posiadają tzw. nazwy terenowe, którymi ludność posługuje się do dziś. Są to m.in.: Górki, Jamy, Szpica, Uszki.
W tym czasie oficjalnie posługiwano się też urzędową nazwą Dziedzützer Pechhütte, wskazująca iż była ona przysiółkiem Dziedzic. Polska nazwa tej miejscowości wystąpiła po raz pierwszy w pismach urzędowych dopiero w 1828 roku, a nie jak podał znany badacz nazw miejscowych, Henryk Borek, w roku 1845.
Również kolonia Serwitut była traktowana jako część Dziedzic jeszcze na początku XIX wieku. Nazwa Serwitut jest pochodzenia łacińskiego i określała prawo obciążające nieruchomość. W dawnym prawie były to uprawnienia przysługujące chłopom na gruntach dworskich, rzadziej przysługiwały one właścicielom ziemskim na gruntach chłopskich. Serwituty często były dla chłopów prawem do wypasu bydła na łąkach i dawały prawo do pozyskiwania drewna na opał w pańskim lesie. Wydaje się, że z tych możliwości korzystali tutejsi chłopi i dlatego w tej osadzie utrwaliła się taka nazwa powszechnie używana do czasów współczesnych również w dokumentach urzędowych. Także podleśnictwo dla Serwitutu i Smolarni znajdowało się w tym czasie w Dziedzicach. Natomiast parafia dla tych osad mieściła się w Racławiczkach. Tereny leśne oraz pola uprawne należały przede wszystkim do chrzelicko-prószkowskiego dominium R. Graüpnera z Prószkowa. Był on również właścicielem majątków w Prószkowie, Chrzelicach i Ścigowie.
Niemieckie statystyki z tego okresu nie podawały osobnych danych dla Serwitutu i Smolarni, lecz uwzględniały oba przysiółki w ogólnych obliczeniach wykonywanych dla Dziedzic. Tak, więc w latach trzydziestych XIX w. Dziedzice wraz z Serwitutem i Smolarnią liczyły razem 44 domy i 420 mieszkańców. Obie liczby sugerują, że były tu bardzo liczne rodziny. W latach 60. XIX w. do Serwitutu przylegał bardzo duży tzw. głogówecki las serwitutowy (Der Oberglogauer Serwitutwald) mający 1900 mórg. Ta część głogóweckiego majoratu została wtedy odłączona od dziedzickich granic. W latach 80. XIX w. w Smolarni mieszkało 25 rodzin będących właścicielami 90 mórg (1 morga = ok. 0,25 ha) piaszczystej ziemi ornej i 25 mórg przydomowych ogrodów. Były to gospodarstwa karłowate niepozwalające nawet na skromne utrzymanie rodzin, dlatego tutejsi zagrodnicy i chałupnicy musieli szukać pracy. Znajdowali ją pracując w lesie i w majątkach ziemskich.
I wojna światowa po wcieleniu mężczyzn do Reichswehery, przyniosła liczne ofiary. Potwierdzają to nazwiska na pacyfistycznym pomniku upamiętniającym tych, którzy zginęli w latach 1914–1918. Wojna nie spowodowała jednak strat materialnych. Po wojnie nastąpił w Niemczech okres zamętu politycznego i kryzysu gospodarczego, a na Górnym Śląsku 20 marca 1920 r. przeprowadzono plebiscyt, podczas którego doszło tu do tragicznych wydarzeń. Wspominał o nich reprezentujący polską opcję Bernard Augustyn:
„Zginął w niewiadomych okolicznościach Pacha z synem. Starszy jego syn, który był w Niemczech budowniczym i o tym się dowiedział przyjechał do Smolarni, by poszukać ojca i brata, udał się w tym celu do Racławic Polskich (Racławiczki) na probostwo, aby się czegoś bliższego dowiedzieć i w drodze do domu również w tajemniczy sposób zginął”.
Augustyn w swojej relacji stwierdził, że morderstw tych dokonali członkowie Schlegetes Schwarze Hand (Czarna Ręka Schlägetera), której przywódcą był Albert Schlägeter z Łącznika. Augustyn znał dobrze sytuację panującą w Smolarni, bo utrzymywał bliskie kontakty z wieloma mieszkańcami, a ponadto kolportował tam polskie gazety nawet jeszcze w czasach hitlerowskich. Należy jednak podkreślić, że na terenie plebiscytowym przepełnionym emocjami zdarzały się również niewinne ofiary wśród Niemców. Smolarnia podczas plebiscytu nie tworzyła odrębnego obwodu do głosowania, ale stanowiła wspólny z Dziedzicami. Wyniki głosowania przyniosły zwycięstwo dla niemieckiej strony. Za Niemcami oddało w tym obwodzie swoje głosy 541 osób, a za Polską 321.
W latach 30. i 40. XX w. znajdujący się w pobliżu wsi obwód leśny należący do hr. Tiele-Wincklera określany był nadal urzędowo jako dziedzicki las serwitutowy (Servitutwald Sedschütz). Jego ogólna powierzchnia wynosiła w 1937 r. 617 ha, w tym było tylko 4 ha gruntów ornych, 27 ha łąk, 578 ha lasu itp. Składały się na ten obwód również pomieszczenia dworskie, staw i ogród.
W tym czasie była we wsi szkoła podstawowa składająca się z dwóch izb lekcyjnych, w której w okresie II wojny światowej pobierało naukę ok. 150 dzieci. Wojna nie przyniosła wsi większych zniszczeń, choć została spalona właśnie szkoła, którą zaczęto odbudowywać w 1948. Później było tu przedszkole, które z powodu niskiej liczby dzieci zostało zlikwidowane.
W czasie II wojny światowej wśród mieszkańców wsi odnotowano ofiary; dotyczy to zwłaszcza tych, którzy zostali wcieleni do Wehrmachtu. Im poświęcono drugą część pamiątkowej tablicy na pomniku w Smolarni. Niektórzy byli deportowani do ZSRR, a wielu po wojnie zostało wysiedlonych, inni zaś wyjechali do Niemiec z wyboru. Wiele osób przeniosło się do innych miejscowości. Te czynniki zdecydowały, że nastąpiło tu zmniejszenie liczby ludności. W Smolarni, Chrzelicach i Łączniku utworzono podobóz Stalag VIII B/E31 obozu jenieckiego w Łambinowicach dla jeńców z imperium brytyjskiego. Cywile ze Smolarni i okolic (w tym około 40–50 młodych dziewczyn) byli wykorzystywani przez Sowietów do budowy okopów w rejonie Prężyny koło Prudnika od marca do maja 1945.
Do 1956 roku Smolarnia należała do powiatu prudnickiego. W związku z reformą administracyjną, w 1956 Smolarnia została odłączona od powiatu prudnickiego i przyłączona do nowo utworzonego krapkowickiego.
Po pewnym wzroście, zwłaszcza w 1948 i 1949 r., w 1950 r. stan zaludnienia wyniósł 502 osoby. W 1960 spadł do 416 mieszkańców, a w 1966 i 1970 r. wzrósł odpowiednio do 437 i 461 osób. Tak, więc tylko w latach 1959-1970 nastąpił tu aż 8,2% spadek liczby mieszkańców. Był on największy w całej gminie, w której nastąpił nie spadek, lecz 7,2% wzrost liczby mieszkańców. Tylko 31,2% zawodowo czynnych mieszkańców Smolarni w 1970 r. zajmowało się rolnictwem, przy 36,3% wskaźniku dla całej gminy. W zawodach poza rolniczych w tym czasie pracowało tu aż 68,8%, a w gminie 63,7%. Takie wskaźniki jak w Smolarni w tej dziedzinie cechują miejscowości podmiejskie. Zaobserwowano tu również w latach osiemdziesiątych wysoką aktywność zawodową mieszkańców wynoszącą 51,4%, przy nieco niższej średniej w gminie 49,7%.
W połowie 1996 r. w Smolarni według danych gminnych sporządzonych na podstawie meldunków, mieszkały 404 osoby. Liczba ta nie pokrywa się z danymi kościelnymi, które wykazywały w tym roku we wsi 254 mieszkańców i w przysiółku Serwitut – 61, czyli razem w całym sołectwie 315. Pod koniec 2006 roku według danych gminnych we wsi Smolarnia mieszkało 260 osób, a w przysiółku Serwitut – 68, co daje razem 328 mieszkańców.
Rozbieżności te wynikają z częstych wyjazdów do pracy w RFN lub nawet osiedlenia się w tym kraju bez wymeldowania się w Urzędzie Gminnym, by nie komplikować sobie praw własnościowych. Jest to możliwe, gdyż ludzie ci korzystają z dobrodziejstw podwójnego obywatelstwa, a jest to wieś, gdzie ludność rodzima zdecydowanie dominuje nad napływową. Zdecydowana większość tych ludzi wybrała niemiecką opcję narodowościową, czego dowodem jest masowe członkostwo w Towarzystwie Społeczno-Kulturalnym Niemców na Śląsku Opolskim, którego zarząd gminny znajduje się w Strzeleczkach.
Smolarnia w połowie 1996 r. dysponowała 1258 ha gruntów ziemi na ogólną liczbę 11 644 ha w całej gminie Strzeleczki. Należy też podkreślić, że we wsi, a ściślej w Serwitucie, znajduje się państwowe leśnictwo. W Smolarni działa również ochotnicza straż pożarna. Natomiast parafia rzymskokatolicka dla Smolarni od lat ma swoją siedzibę w Racławiczkach.

## Mieszkańcy
Miejscowość zamieszkiwana jest przez mniejszość niemiecką oraz Ślązaków. Mieszkańcy wsi posługują się gwarą prudnicką, będącą odmianą dialektu śląskiego. Należą do podgrupy gwarowej nazywanej Podlesioki.

## Transport

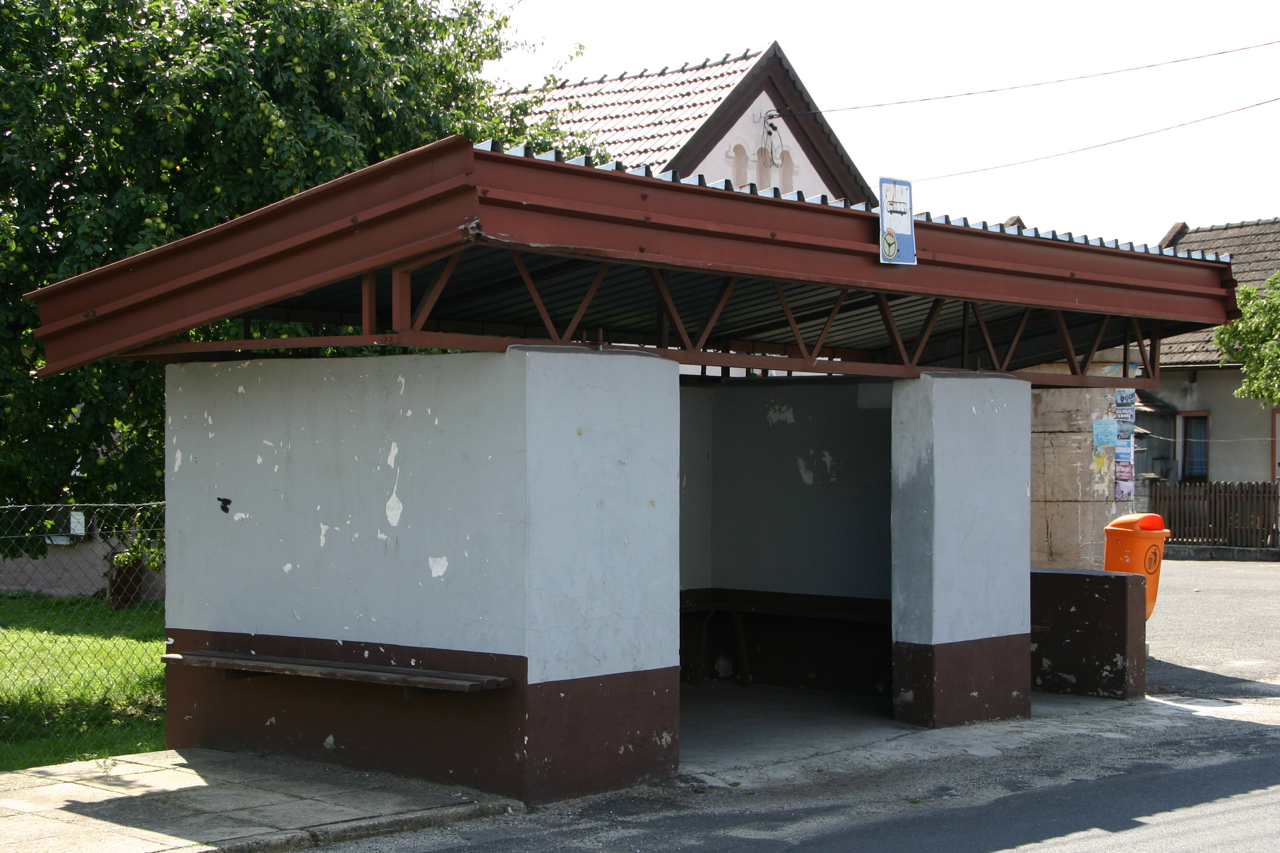
Przystanek autobusowy

Smolarnia posiada połączenia autobusowe z Moszną, Opolem, Prudnikiem, Krapkowicami, Głuchołazami, Złotnikami.
Transport autobusowy w Smolarni obsługiwany był przez PKS Prudnik. W 2004 prudnicki PKS został sprywatyzowany z udziałem Connex Polska. W 2008, w wyniku połączenia spółek PKS Connex Prudnik i PKS Connex Kędzierzyn-Koźle, utworzona została spółka Veolia Transport Opolszczyzna, w 2013 przejęta przez Arriva Bus Transport Polska. W 2019 Arriva wycofała się z Prudnika. Wówczas organizacją przewozów pasażerskich w Smolarni i okolicy zajęły się ościenne PKS-y. W grudniu 2021 powołano Powiatowo-Gminny Związek Transportu „Pogranicze”, mający na celu poprawę jakości transportu.

## Kultura
Etnograf Adolf Dygacz w latach 1954–1955 zebrał wśród mieszkańców Smolarni śląskie pieśni ludowe: „Te siostry klasztorne”, „Idzie druciorz po ulicy”. Zapisy pieśni zostały przekazane muzeum „Górnośląski Park Etnograficzny”.

## Turystyka
Oddział PTTK „Sudetów Wschodnich” w Prudniku ustanowił turystyczną Odznakę Krajoznawczą Ziemi Prudnickiej, którą zdobywa się poprzez zwiedzenie odpowiedniej liczby obiektów w miejscowościach położonych na ziemi prudnickiej, w tym w Smolarni.

## Bezpieczeństwo

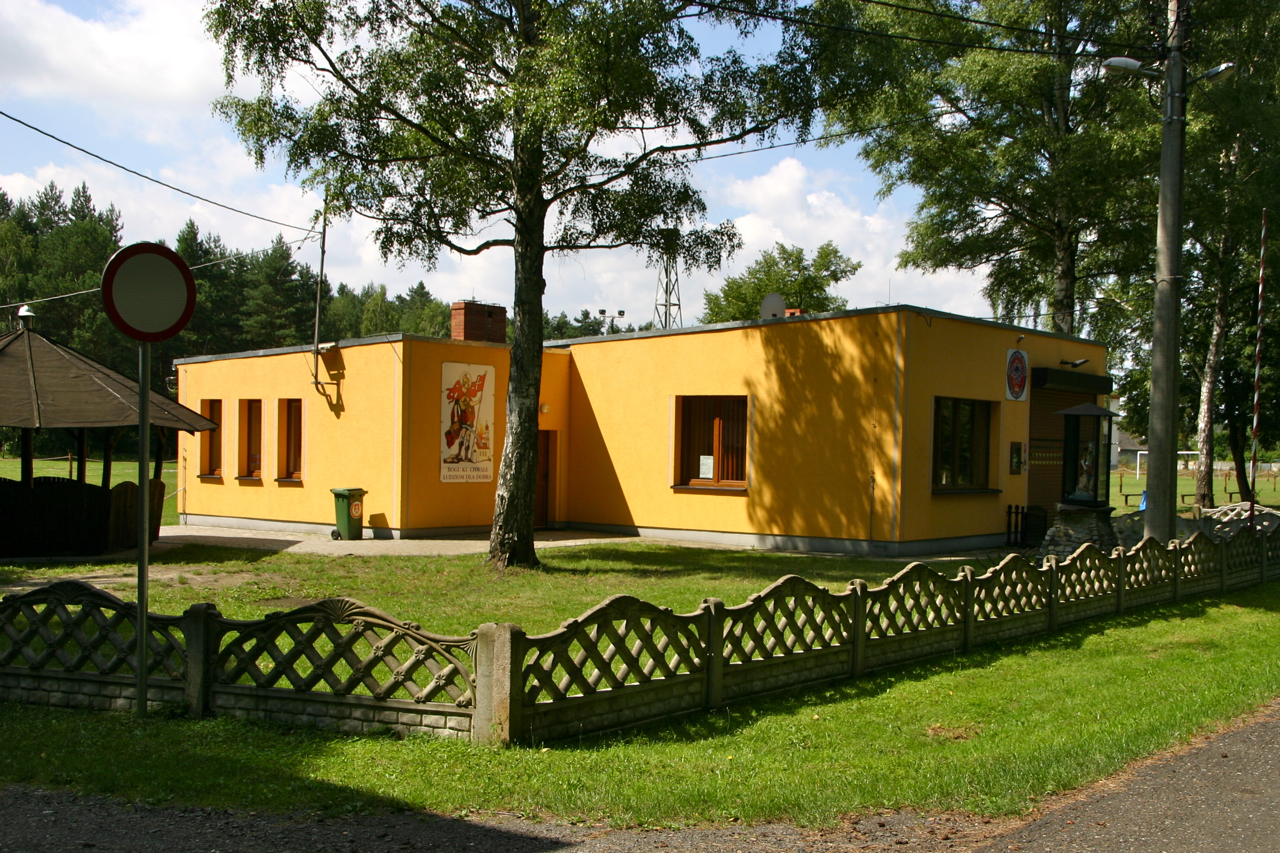
Remiza OSP Smolarnia

W zakresie ochrony przeciwpożarowej oraz innych miejscowych zagrożeń w Smolarni działa jednostka Ochotniczej Straży Pożarnej, zrzeszona w Związku Ochotniczych Straży Pożarnych RP w Strzeleczkach. Do 1998 bezpieczeństwo pożarowe w Smolarni było nadzorowane przez Komendę Rejonową PSP w Prudniku.
Miejscowość jest pod opieką dzielnicowego rejonu służbowego nr 8 Komendy Powiatowej Policji w Krapkowicach.
Teren wsi, jak i całej gminy Strzeleczki, położony jest w strefie nadgranicznej w związku z czym Straż Graniczna dysponuje, na tym obszarze, specjalnymi kompetencjami w zakresie bezpieczeństwa. Gminę Strzeleczki obejmuje zasięgiem służbowym placówka Straży Granicznej w Opolu ze Śląskiego Oddziału SG.